# Ingrid Semmingsen
Ingrid Elisabeth Semmingsen, född 29 mars 1910 i Hamar, död 31 maj 1995 i Oslo, var en norsk historiker.
Semmingsen blev filosofie doktor 1951 och utnämndes till professor i amerikansk historia vid Universitetet i Oslo 1963. Från 1968 till 1978 verkade hon som professor i historia där. Hon var Norges första kvinnliga historieprofessor, och den första med doktorsgrad. År 1974 utsågs hon till hedersdoktor vid St. Olaf College.
Hon intresserade sig särskilt för migrationshistoria och socialhistoria, i synnerhet under norskt 1800-tal.